# Desechables
Deschables va ser un grup català de música punk de la dècada del 1980. El trio inicial estava format per Jordi Solà «Pei» (bateria), Miguel González (guitarra) i Tere González (cantant). Al llarg de la seva trajectòria, Desechables es va caracteritzar pels seus imponents directes, que qualificaven de «misses negres», i per l'ombra de tragèdia que va percaçar alguns dels seus membres.
L'any 2013, es va presentar la pel·lícula documental El peor dios sobre el grup i la seva erràtica trajectòria.